# Кирил Радев
Кирил Радев Василев е български офицер, генерал-майор, летец – първи клас.

## Биография
Роден е на 1 август 1939 г. в София. През 1961 г. завършва Висшето военновъздушно училище в Долна Митрополия, както и Военната академия в София през 1971 г. От 1973 до 1977 г. е командир на втора изтребителна авиоескадрила в Габровница. През 1977 г. е начело на първата група български летци кандидат-космонавти. Впоследствие обаче не е избран сред финалните 4 човека, които заминават за Москва. В периода 20 август 1978 – 22 септември 1983 г. е осемнадесети изтребителен авиополк в Доброславци. Бил е началник на инспекцията по безопасност при ПВО и ВВС. От 1992 г. е съветник в Министерския съвет. Известно време е заместник-командващ авиацията. На 6 май 1998 г. е назначен за изпълняващ за една година длъжността главен инспектор на Военновъздушните сили в Инспектората на Министерството на отбраната, считано от 7 май 1998 г. На 3 май 1999 г. е освободен от длъжността главен инспектор на Военновъздушните сили в Инспектората на Министерството на отбраната и от кадрова военна служба.

## Военни звания
- Лейтенант (1961)
- Майор (1973)
- Подполковник (1978)